# 驪住
株式會社驪住集團（英語：LIXIL Group Corporation）是日本一間建築材料公司，本社位於東京都千代田區霞關。主要以生產建材、衛浴設備、室內裝潢材料為主。

## 概要
前身為1949年成立的日本建具工業株式會社，後改名為東洋窗株式會社、TOSTEM，此後公司與INAX合併，後改名為株式會社住生活集團，並收購新日輕。2010年，開始使用LIXIL作為品牌名稱。2011年，TOSTEM、INAX、新日輕、LIXIL與TOSTEM相關企業東洋EXTERIOR五間公司合併為株式會社LIXIL。2012年，株式會社LIXIL集團成立，下含株式會社LIXIL、株式會社LIXIL VIVA、株式會社川島織物Selkon、LIXIL集團金融株式會社等子公司。

## 外部連結
- （株）LIXILグループ （页面存档备份，存于） （日語）